# Диброспидия хлорид
Диброспидия хлорид, известный также как спиробромин — цитостатический противоопухолевый химиотерапевтический лекарственный препарат алкилирующего типа действия. По химическому строению представляет собой производное бис-бета-хлорэтиламина — N,N"—бис—(b—Бромпропионил)—N',N"—диспиропиперазиния дихлорид.

## Физико-химические свойства
Белый или почти белый кристаллический порошок. Легко растворим в воде. Практически нерастворим в спирте.
По химической структуре имеет элементы сходства с проспидия хлоридом.

## Фармакологическое действие
Противоопухолевое средство, алкилирующее соединение. За счет наличия в молекуле нуклеофильных групп алкилирует соответствующие центры аминокислот, белков, нуклеотидов, нуклеиновых кислот (остатки фосфорной кислоты) и, образуя ковалентные связи, вызывает разрыв нуклеотидных связей и полимерных цепей.

## Фармакокинетика
Связывание с белками плазмы — 50 %. Хорошо проникает в различные органы и ткани, в том числе через плаценту. Метаболизируется в печени с образованием неактивных метаболитов. Выводится в основном почками.

## Показания
Острый лейкоз, неходжкинская лимфома, рак гортани, кожный ретикулёз, грибовидный микоз.

## Режим дозирования
В/в или в/м по схеме. При острых лейкозах — в сочетании с карминомицином, винкристином, L-аспарагиназой в дозе 200—800 мг/м2 (в зависимости от числа лейкоцитов в периферической крови). Средняя доза — 500 мг/м2, курсовая доза — 10-15 г. При превышении суточной дозы в 500 мг вводят 2 раза в сутки равными частями. Длительность комбинированной терапии — 7-14 дней. Перерыв между курсами — 10-14 дней; рекомендуется проводить не менее 2 курсов.
При других злокачественных опухолях назначают по 500 мг ежедневно в течение 10-30 дней. Курсы лечения можно повторить через 1.5-2 мес.

## Побочное действие
Со стороны сердечно-сосудистой системы: поражения миокарда, тахикардия, загрудинная боль.
Со стороны нервной системы: полиневропатия, парестезии (в области лица, носогубного треугольника).
Со стороны системы кроветворения: лейкопения, тромбоцитопения, агранулоцитоз.
Со стороны дыхательной системы: пневмонит, интерстициальный фиброз лёгких.
Со стороны мочевыделительной системы: геморрагический или асептический цистит.
Со стороны половой системы: аменорея, азооспермия.
Прочие: нарушение функции печени и почек, гиперурикемия, развитие оппортунистических инфекций, суперинфекция, аллергические реакции.

## Противопоказания
Инфильтрация костного мозга опухолевыми клетками, терминальная стадия болезни, печеночная и/или почечная недостаточность, хроническая сердечная недостаточность, инфекционные заболевания, иммунодефицитные состояния, вирусные заболевания, лейкопения, тромбоцитопения, беременность, период лактации, повышенная чувствительность к диброспидия хлориду.

### Применение при беременности и кормлении грудью
Противопоказан при беременности, в период лактации.

### Применение при нарушениях функции печени
Противопоказан при печеночной недостаточности.

### Применение при нарушениях функции почек
Противопоказан при почечной недостаточности.

## Особые указания
C осторожностью применять у детей.
Можно применять как в виде монотерапии, так и в составе комбинированной и комплексной терапии, включая лучевое воздействие и оперативное вмешательство.

## Лекарственное взаимодействие
Диброспидия хлорид усиливает эффекты непрямых антикоагулянтов.
Диброспидия хлорид уменьшает действие противоподагрических средств.
Риск побочного действия повышается при сочетании диброспидия хлорида с другими цитостатиками и иммунодепрессантами.

## Форма выпуска
Лиофилизированная форма в ампулах, содержащих 0,1 г (100 мг), в упаковке по 10 штук.

## Условия хранения
Список А. В защищённом от света месте.